# Rhododendron 'Mount Saint Helens'
Rhododendron 'Mount Saint Helens' — сорт зимостойких листопадных рододендронов. Декоративное садовое растение.

## Биологическое описание
Листопадный кустарник с вертикальной кроной. В возрасте 10 лет высота 150—180 см, ширина около 1 м.
Листья обратно-ланцетовидные, или узко-обратнояйцевидные, остроконечные, узко-клиновидные, жёлто-зелёного цвета, 8—10 см длиной. Осенью красиво окрашиваются в жёлто-оранжевые цвета.
Соцветия округлые, несут около 11 цветков.
Цветки около 6 см в диаметре, широко воронкообразные, лепестки волнистые, розовые, согласно другим описаниям - жёлтовато-розовые с ярком красно-оранжевым пятном.
Цветение в конце середины сезона. В Польше в середине мая.

## В культуре
Выдерживает понижения температуры до −32 °С. Местоположение: солнце или полутень. Почва кислая, умеренно влажная, богатая гумусом. 